# Королёва, Светлана Викторовна
Светла́на Ви́кторовна Королёва (род. 7 сентября 1973, Джамбул) — казахстанская ватерполистка, защитник и нападающий. Участница летних Олимпийских игр 2000 и 2004 годов.

## Биография
Светлана Королёва родилась 7 сентября 1973 года в городе Джамбул (сейчас Тараз в Казахстане).
Играла в водное поло за казахстанскую «Евразию-Рахат» из Астаны. В 2003 году в её составе завоевала серебряную медаль чемпионата России и бронзовую медаль Кубка России. В 2004 году, после того как «Евразия-Рахат» перестала выступать в российских соревнованиях, продолжила карьеру в Италии: играла за «Поллиспортиво Августо» вместе с другой казахстанской ватерполисткой вратарём Галиной Рытовой.
В 2000 году вошла в состав женской сборной Казахстана по водному поло на летних Олимпийских играх в Сиднее, занявшей 6-е место. Играла в поле, провела 6 матчей, забросила 6 мячей (три в ворота сборной Канады, два — США, один — Нидерландам).
В 2004 году вошла в состав женской сборной Казахстана по водному поло на летних Олимпийских играх в Афинах, занявшей 8-е место. Играла на позиции защитника, провела 4 матча, забросила 8 мячей (четыре в ворота сборной Канады, три — Италии, один — Греции), став лучшим снайпером команды на турнире.
После завершения игровой карьеры живёт в Италии. Продолжает участвовать в соревнованиях по водному поло среди ветеранов. В 2019 году в составе команды «Арджентарио Нуото» выиграла чемпионат Италии среди женщин старше 40 лет.